# 麥迪遜縣 (密蘇里州)
麥迪遜郡（英語：Madison County）是美國密蘇里州東南部的一個縣。面積1,289平方公里。根據美國2000年人口普查，共有人口11,800。縣治菲德里鎮。
成立於1818年，縣名是紀念第四任總統詹姆斯·麥迪遜。
由於擁有密西西比河以西最大的鉛礦，採礦業成為重要的經濟部門。